# Stanari
Stanari ist eine Ortschaft und Gemeinde in der Republika Srpska in Bosnien und Herzegowina.

## Geographie

### Gliederung
Stanari besteht aus folgenden Ortsteilen:
- Stanari
- Brestovo
- Cvrtkovci
- Cerovica
- Dragalovci
- Jelanjska
- Ljeb
- Mitrovići
- Osredak
- Ostružnja Donja
- Ostružnja Gornja
- Radnja Donja
- Raškovci

### Bevölkerung
Nach der Volkszählung 2013 hatte das Gebiet der heutigen Gemeinde 6958 Einwohner, die Ortschaft selbst hatte zu dieser Zeit 1123 Einwohner.

## Geschichte
Die Gemeinde Stanari wurde zur Zeit Jugoslawiens 1957 aufgelöst und der Stadt Doboj zugeteilt. Stanari kam nach dem Bosnienkrieg mit der Stadt Doboj zur Republika Srpska. Erst 2014 wurde die Gemeinde Stanari wieder hergestellt.